# 211 км (зупинний пункт)
211 кілометр — пасажирська залізнична платформа Запорізької дирекції Придніпровської залізниці на лінії Запоріжжя II — Пологи між станцією Кирпотине (6 км) та зупинним пунктом 213 км (2 км).
Розташована поблизу села Оленівка Оріхівського району Запорізької області.

## Пасажирське сполучення
На зупинному пункті зупиняються потяги приміського сполучення:
- Запоріжжя I/Запоріжжя II — Пологи — Бердянськ;
- Бердянськ — Пологи — Запоріжжя II.